# Éva Tófalvi

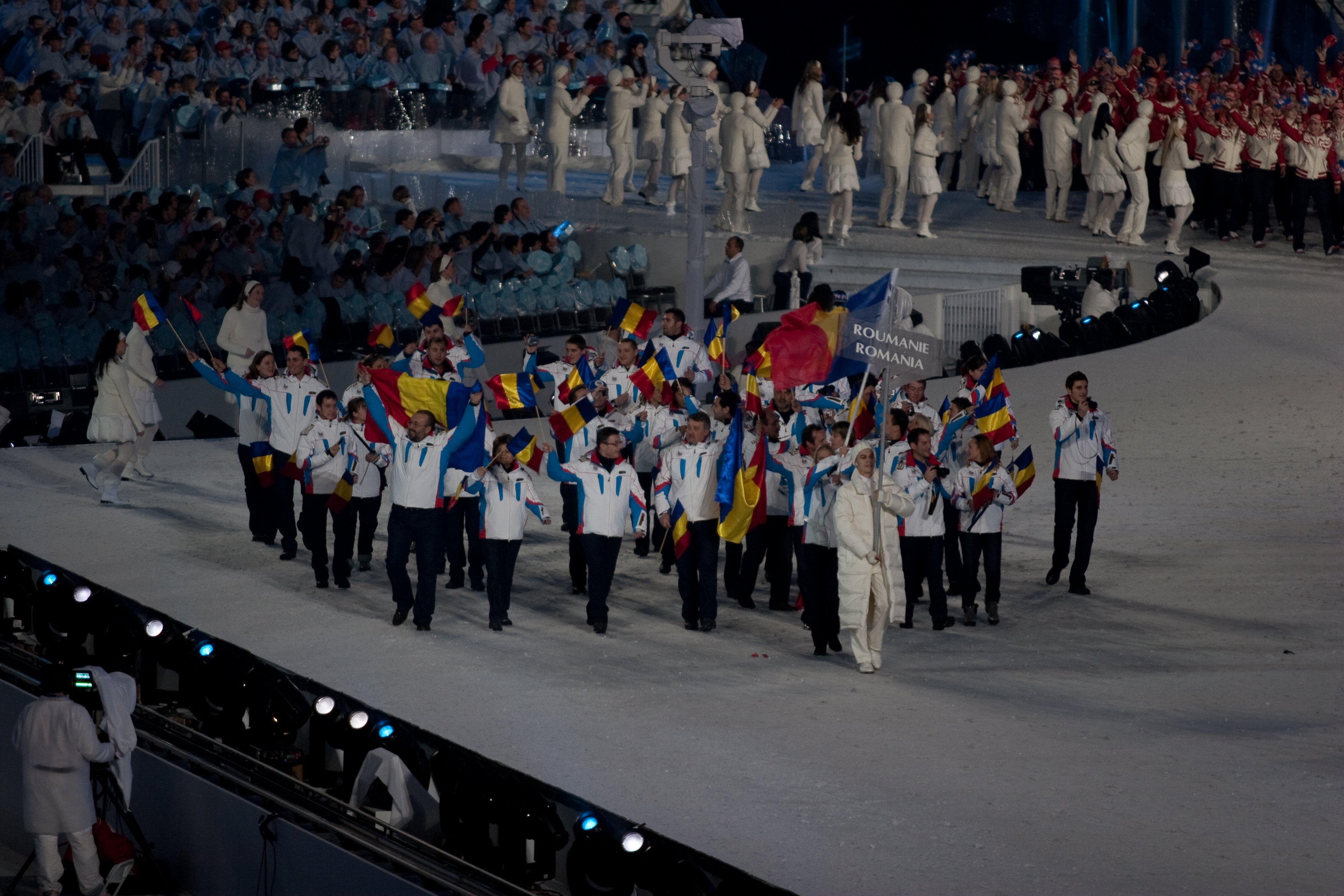
Delegației României la JO din 2010

Éva Tófalvi (n. 4 decembrie 1978, Miercurea Ciuc, România) este o fostă biatlonistă din România. A participat de șase ori la Jocurile Olimpice. A fost purtătoarea drapelului României la festivitatea de deschidere a Jocurilor Olimpice de Iarnă din 2002, 2010 și 2014.

## Alte date personale[8]
- Domiciliu:  	Miercurea Ciuc
- Profesie: 	Profesor
- Practica biatlon din: 1995
- Antrenor: 	Marton Simon
- Echipament: 	Fischer

## Rezultate
- Locul 11 Individual și locul 31 Sprint - Jocurile Olimpice de iarnă din 1998
- Locul 52 Individual și locul 61 Sprint - Jocurile Olimpice de iarnă din 2002
- Locul 19 Individual și locul 70 Sprint - Jocurile Olimpice de iarnă din 2006

Competițiile în care s-a clasat în top 30.
| Eveniment                                                 | Disciplina    | Poziția | Data       | Sezonul   |
| --------------------------------------------------------- | ------------- | ------- | ---------- | --------- |
| Cupa mondială de biatlon 2011-12 din Holmenkollen         | Start în bloc | 28      | 05/02/2012 | 2011/2012 |
| Cupa mondială de biatlon 2011-12 din Nové Město na Moravě | Pursuit       | 23      | 15/01/2012 | 2011/2012 |
| Cupa mondială de biatlon 2011-12 din Nové Město na Moravě | Sprint        | 21      | 13/01/2012 | 2011/2012 |
| Cupa mondială de biatlon 2011-12 din Nové Město na Moravě | Individual    | 11      | 11/01/2012 | 2011/2012 |
| Cupa mondială de biatlon 2011-12 din Hochfilzen           | Pursuit       | 13      | 10/12/2011 | 2011/2012 |
| Cupa mondială de biatlon 2011-12 din Hochfilzen           | Sprint        | 26      | 09/12/2011 | 2011/2012 |
| Cupa mondială de biatlon 2011-12 din Östersund            | Pursuit       | 20      | 04/12/2011 | 2011/2012 |
| Cupa mondială de biatlon 2011-12 din Östersund            | Sprint        | 17      | 02/12/2011 | 2011/2012 |
| Campionatul mondial de biatlon 2011 Khanty-Mansiysk       | Start în bloc | 20      | 12/03/2011 | 2010/2011 |
| Campionatul mondial de biatlon 2011 Khanty-Mansiysk       | Pursuit       | 28      | 06/03/2011 | 2010/2011 |
| Campionatul mondial de biatlon 2011 Khanty-Mansiysk       | Sprint        | 15      | 05/03/2011 | 2010/2011 |
| Cupa mondială de biatlon 2010-11 din Fort Kent, Maine     | Pursuit       | 26      | 12/02/2011 | 2010/2011 |
| Cupa mondială de biatlon 2010-11 din Ruhpolding           | Pursuit       | 17      | 16/01/2011 | 2010/2011 |
| Cupa mondială de biatlon 2010-11 din Ruhpolding           | Sprint        | 15      | 15/01/2011 | 2010/2011 |
| Cupa mondială de biatlon 2010-11 din Ruhpolding           | Individual    | 21      | 13/01/2011 | 2010/2011 |
| Cupa mondială de biatlon 2010-11 din Oberhof              | Sprint        | 29      | 08/01/2011 | 2010/2011 |
| Cupa mondială de biatlon 2010-11 din Pokljuka             | Individual    | 17      | 16/12/2010 | 2010/2011 |
| Cupa mondială de biatlon 2009-10 din Oslo                 | Pursuit       | 16      | 20/03/2010 | 2009/2010 |
| Cupa mondială de biatlon 2009-10 din Oslo                 | Sprint        | 15      | 18/03/2010 | 2009/2010 |
| Jocurile Olimpice de iarnă din 2010 Vancouver             | Start în bloc | 24      | 21/02/2010 | 2009/2010 |
| Jocurile Olimpice de iarnă din 2010 Vancouver             | Individual    | 11      | 18/02/2010 | 2009/2010 |
| Jocurile Olimpice de iarnă din 2010 Vancouver             | Pursuit       | 19      | 16/02/2010 | 2009/2010 |
| Jocurile Olimpice de iarnă din 2010 Vancouver             | Sprint        | 14      | 13/02/2010 | 2009/2010 |
| Cupa mondială de biatlon 2009-10 din Antholz              | Individual    | 20      | 20/01/2010 | 2009/2010 |
| Cupa mondială de biatlon 2009-10 din Pokljuka             | Pursuit       | 25      | 20/12/2009 | 2009/2010 |
| Cupa mondială de biatlon 2009-10 din Pokljuka             | Sprint        | 25      | 19/12/2009 | 2009/2010 |
| Cupa mondială de biatlon 2008-09 din Khanty-Mansiysk      | Start în bloc | 25      | 29/03/2009 | 2008/2009 |
| Cupa mondială de biatlon 2008-09 din Khanty-Mansiysk      | Pursuit       | 28      | 28/03/2009 | 2008/2009 |
| Cupa mondială de biatlon 2008-09 din Khanty-Mansiysk      | Sprint        | 12      | 27/03/2009 | 2008/2009 |
| Cupa mondială de biatlon 2008-09 din Trondheim            | Start în bloc | 18      | 22/03/2009 | 2008/2009 |
| Cupa mondială de biatlon 2008-09 din Trondheim            | Pursuit       | 9       | 21/03/2009 | 2008/2009 |
| Cupa mondială de biatlon 2008-09 din Trondheim            | Sprint        | 19      | 19/03/2009 | 2008/2009 |
| Cupa mondială de biatlon 2008-09 din Vancouver            | Sprint        | 7       | 13/03/2009 | 2008/2009 |
| Cupa mondială de biatlon 2008-09 din Vancouver            | Individual    | 14      | 11/03/2009 | 2008/2009 |
| Campionatele mondiale de biatlon 2009 din Pyeongchang     | Start în bloc | 14      | 22/02/2009 | 2008/2009 |
| Campionatele mondiale de biatlon 2009 din Pyeongchang     | Individual    | 7       | 18/02/2009 | 2008/2009 |
| Campionatele mondiale de biatlon 2009 din Pyeongchang     | Pursuit       | 21      | 15/02/2009 | 2008/2009 |
| Campionatele mondiale de biatlon 2009 din Pyeongchang     | Sprint        | 20      | 14/02/2009 | 2008/2009 |
| Cupa mondială de biatlon 2008-09 din Antholz-Anterselva   | Start în bloc | 15      | 25/01/2009 | 2008/2009 |
| Cupa mondială de biatlon 2008-09 din Antholz-Anterselva   | Pursuit       | 21      | 24/01/2009 | 2008/2009 |
| Cupa mondială de biatlon 2008-09 din Antholz-Anterselva   | Sprint        | 30      | 22/01/2009 | 2008/2009 |
| Cupa mondială de biatlon 2008-09 din Ruhpolding           | Pursuit       | 11      | 18/01/2009 | 2008/2009 |
| Cupa mondială de biatlon 2008-09 din Ruhpolding           | Sprint        | 28      | 16/01/2009 | 2008/2009 |
| Cupa mondială de biatlon 2008-09 din Oberhof              | Start în bloc | 16      | 11/01/2009 | 2008/2009 |
| Cupa mondială de biatlon 2008-09 din Oberhof              | Sprint        | 9       | 10/01/2009 | 2008/2009 |
| Cupa mondială de biatlon 2008-09 din Hochfilzen           | Sprint        | 9       | 20/12/2008 | 2008/2009 |
| Cupa mondială de biatlon 2008-09 din Hochfilzen           | Individual    | 1       | 18/12/2008 | 2008/2009 |
| Cupa mondială de biatlon 2008-09 din Hochfilzen           | Sprint        | 11      | 12/12/2008 | 2008/2009 |
| Cupa mondială de biatlon 2008-09 din Östersund            | Pursuit       | 6       | 07/12/2008 | 2008/2009 |
| Cupa mondială de biatlon 2008-09 din Östersund            | Sprint        | 9       | 06/12/2008 | 2008/2009 |
| Cupa mondială de biatlon 2007-08 din Holmenkollen         | Pursuit       | 25      | 15/03/2008 | 2007/2008 |
| Cupa mondială de biatlon 2007-08 din Holmenkollen         | Sprint        | 30      | 13/03/2008 | 2007/2008 |
| Cupa mondială de biatlon 2007-08 din Pyeong Chang         | Pursuit       | 13      | 01/03/2008 | 2007/2008 |
| Cupa mondială de biatlon 2007-08 din Pyeong Chang         | Sprint        | 15      | 28/02/2008 | 2007/2008 |
| Campionatul mondial de biatlon 2008 Östersund             | Pursuit       | 18      | 10/02/2008 | 2007/2008 |
| Cupa mondială de biatlon 2007-08 din Antholz-Anterselva   | Pursuit       | 8       | 19/01/2008 | 2007/2008 |
| Cupa mondială de biatlon 2007-08 din Antholz-Anterselva   | Sprint        | 26      | 17/01/2008 | 2007/2008 |
| Cupa mondială de biatlon 2007-08 din Ruhpolding           | Pursuit       | 22      | 13/01/2008 | 2007/2008 |
| Cupa mondială de biatlon 2007-08 din Ruhpolding           | Sprint        | 28      | 11/01/2008 | 2007/2008 |
| Cupa mondială de biatlon 2007-08 din Kontiolahti          | Individual    | 25      | 29/11/2007 | 2007/2008 |
| Cupa mondială de biatlon 2006-07 din Oslo-Holmenkollen    | Pursuit       | 18      | 10/03/2007 | 2006/2007 |
| Cupa mondială de biatlon 2006-07 din Oslo-Holmenkollen    | Sprint        | 15      | 08/03/2007 | 2006/2007 |
| Cupa mondială de biatlon 2006-07 din Pokljuka             | Pursuit       | 19      | 19/01/2007 | 2006/2007 |
| Cupa mondială de biatlon 2006-07 din Pokljuka             | Sprint        | 24      | 17/01/2007 | 2006/2007 |
| Cupa mondială de biatlon 2006-07 din Hochfilzen           | Pursuit       | 28      | 09/12/2006 | 2006/2007 |
| Cupa mondială de biatlon 2006-07 din Hochfilzen           | Sprint        | 25      | 08/12/2006 | 2006/2007 |
| Cupa mondială de biatlon 2005-06 din Oslo-Holmenkollen    | Sprint        | 24      | 23/03/2006 | 2005/2006 |
| Cupa mondială de biatlon 2005-06 din Pokljuka             | Pursuit       | 20      | 11/03/2006 | 2005/2006 |
| Cupa mondială de biatlon 2005-06 din Pokljuka             | Sprint        | 29      | 09/03/2006 | 2005/2006 |
| Jocurile olimpice de iarnă din 2006 Torino                | Individual    | 19      | 13/02/2006 | 2005/2006 |
| Campionatul mondial de biatlon 2005 Hochfilzen            | Pursuit       | 16      | 06/03/2005 | 2004/2005 |
| Campionatul mondial de biatlon 2005 Hochfilzen            | Sprint        | 30      | 05/03/2005 | 2004/2005 |
| Cupa mondială de biatlon 2004-05 din Pokljuka             | Start în bloc | 29      | 20/02/2005 | 2004/2005 |
| Cupa mondială de biatlon 2004-05 din Pokljuka             | Sprint        | 13      | 17/02/2005 | 2004/2005 |
| Cupa mondială de biatlon 2004-05 din Antholz-Anterselva   | Individual    | 25      | 20/01/2005 | 2004/2005 |
| Cupa mondială de biatlon 2004-05 din Östersund            | Start în bloc | 21      | 19/12/2004 | 2004/2005 |
| Cupa mondială de biatlon 2004-05 din Östersund            | Pursuit       | 18      | 18/12/2004 | 2004/2005 |
| Cupa mondială de biatlon 2004-05 din Östersund            | Sprint        | 24      | 16/12/2004 | 2004/2005 |
| Cupa mondială de biatlon 2004-05 din Oslo-Holmenkollen    | Pursuit       | 30      | 12/12/2004 | 2004/2005 |
| Cupa mondială de biatlon 2004-05 din Oslo-Holmenkollen    | Sprint        | 21      | 11/12/2004 | 2004/2005 |
| Cupa mondială de biatlon 2004-05 din Oslo-Holmenkollen    | Individual    | 12      | 09/12/2004 | 2004/2005 |
| Campionatul mondial de biatlon 2004 Oberhof               | Pursuit       | 23      | 08/02/2004 | 2003/2004 |
| Cupa mondială de biatlon 2003-04 din Brezno-Osrblie       | Pursuit       | 21      | 21/12/2003 | 2003/2004 |
| Cupa mondială de biatlon 2003-04 din Brezno-Osrblie       | Sprint        | 20      | 20/12/2003 | 2003/2004 |
| Cupa mondială de biatlon 2003-04 din Hochfilzen           | Sprint        | 24      | 11/12/2003 | 2003/2004 |
| Campionatul mondial de biatlon 2003 Khanty-Mansiysk       | Individual    | 28      | 2003       | 2002/2003 |
| Cupa mondială de biatlon 2002-03 din Östersund            | Pursuit       | 22      | 2003       | 2002/2003 |
| Cupa mondială de biatlon 2002-03 din Östersund            | Individual    | 15      | 2003       | 2002/2003 |
| Cupa mondială de biatlon 2001-02 din Antholz-Anterselva   | Pursuit       | 24      | 2002       | 2001/2002 |
| Cupa mondială de biatlon 2001-02 din Brezno-Osrblie       | Sprint        | 17      | 2001       | 2001/2002 |
| Cupa mondială de biatlon 2001-02 din Pokljuka             | Pursuit       | 26      | 2001       | 2001/2002 |
| Campionatul mondial de biatlon 2001 Pokljuka              | Pursuit       | 26      | 2001       | 2000/2001 |
| Campionatul mondial de biatlon 2001 Pokljuka              | Individual    | 6       | 2001       | 2000/2001 |
| Campionatul mondial de biatlon 2001 Pokljuka              | Start în bloc | 10      | 2001       | 2000/2001 |
| Cupa mondială de biatlon 2000-01 din Ruhpolding           | Pursuit       | 18      | 2001       | 2000/2001 |
| Cupa mondială de biatlon 2000-01 din Ruhpolding           | Sprint        | 15      | 2001       | 2000/2001 |
| Cupa mondială de biatlon 2000-01 din Brezno-Osrblie       | Pursuit       | 19      | 2000       | 2000/2001 |
| Cupa mondială de biatlon 2000-01 din Brezno-Osrblie       | Individual    | 27      | 2000       | 2000/2001 |
| Cupa mondială de biatlon 1999-2000 din Lahti              | Individual    | 28      | 2000       | 1999/2000 |
| Cupa mondială de biatlon 1999-2000 din Lahti              | Pursuit       | 16      | 2000       | 1999/2000 |
| Campionatul mondial de biatlon 2000 Oslo-Holmenkollen     | Pursuit       | 18      | 2000       | 1999/2000 |
| Cupa mondială de biatlon 1999-2000 din Ruhpolding         | Pursuit       | 26      | 2000       | 1999/2000 |
| Cupa mondială de biatlon 1999-2000 din Brezno-Osrblie     | Sprint        | 14      | 1999       | 1999/2000 |
| Cupa mondială de biatlon 1999-2000 din Brezno-Osrblie     | Individual    | 17      | 1999       | 1999/2000 |
| Campionatul mondial de biatlon 1999 Oslo-Holmenkollen     | Individual    | 12      | 1999       | 1998/1999 |
| Cupa mondială de biatlon 1998-1999 din Oslo-Holmenkollen  | Pursuit       | 28      | 1999       | 1998/1999 |
| Cupa mondială de biatlon 1998-1999 din Val Cartier        | Pursuit       | 26      | 1999       | 1998/1999 |
| Cupa mondială de biatlon 1998-1999 din Val Cartier        | Sprint        | 9       | 1999       | 1998/1999 |
| Cupa mondială de biatlon 1998-1999 din Ruhpolding         | Pursuit       | 27      | 1999       | 1998/1999 |
| Cupa mondială de biatlon 1998-1999 din Brezno-Osrblie     | Individual    | 25      | 1998       | 1998/1999 |
| Jocurile olimpice de iarnă din 1998 Nagano                | Individual    | 11      | 09/02/1998 | 1997/1998 |
| Cupa mondială de biatlon 1997-1998 din Östersund          | Individual    | 29      | 1997       | 1997/1998 |